# Marco Canchila
Marco Canchila (Bogotá, Colombia; 6 de enero de 1981) es un exfutbolista colombiano. Jugaba de mediocampista.
Actualmente se desempeña como asistente técnico del Club Atlético Huila, después de salir del equipo Cervantes Bicentenario, miembro del torneo de la Corporación Club de Fútbol Padres de Familia Futbolgol en el cual participan equipos asociados a  Uncoli, ACN, AACBI, y otras asociaciones; y en el que participan o han participado otros exfutbolistas profesionales como Óscar Córdoba, Sergio Galván, Carlos Valdés, Lucas Jaramillo, Fabián Vargas, Mario Vanemerak, Robinson Zapata, Breiner Lobo, Marco Estrada, Bonner Mosquera, Andrés Eduardo Pérez, Juan Carlos Gónzalez, entre otros. 

## Clubes

### Como jugador
| Club            | País      | Año         |
| --------------- | --------- | ----------- |
| Real Cartagena  | Colombia  | 1999 - 2001 |
| Almirante Brown | Argentina | 2001        |
| Real Cartagena  | Colombia  | 2002 - 2003 |
| América de Cali | Colombia  | 2004 - 2006 |
| Real Cartagena  | Colombia  | 2007        |
| Once Caldas     | Colombia  | 2008        |
| La Equidad      | Colombia  | 2008 - 2012 |
| Atlético Huila  | Colombia  | 2013 - 2014 |
| Fortaleza CEIF  | Colombia  | 2015 - 2016 |
| Unión Magdalena | Colombia  | 2017        |

### Como asistente técnico
| Club                           | País     | Año         |
| ------------------------------ | -------- | ----------- |
| Fortaleza CEIF                 | Colombia | 2018 - 2019 |
| Millonarios Fútbol Club Sub-20 | Colombia | 2022 - 2023 |
| Atlético Huila                 | Colombia | 2023        |

### Como director técnico
| Equipo                 | País     | Año         |
| ---------------------- | -------- | ----------- |
| Cervantes Bicentenario | Colombia | 2019 - 2023 |
| Fortaleza CEIF Sub-20  | Colombia | 2021 - 2022 |

## Palmarés

### Campeonatos nacionales
| Título        | Club       | País     | Año  |
| ------------- | ---------- | -------- | ---- |
| Copa Colombia | La Equidad | Colombia | 2008 |

## Estadísticas como jugador
| Equipo                                                                             | Partidos | Goles |
| ---------------------------------------------------------------------------------- | -------- | ----- |
| Real Cartagena                                                                     | 44       | 0     |
| Almirante Brown                                                                    | 0        | 0     |
| América de Cali                                                                    | 71       | 0     |
| Once Caldas                                                                        | 11       | 0     |
| La Equidad                                                                         | 114      | 0     |
| Atlético Huila                                                                     | 45       | 1     |
| Fortaleza CEIF                                                                     | 61       | 1     |
| Unión Magdalena                                                                    | 15       | 0     |
| Consolidado Total                                                                  | 360      | 2     |
| Actualizado hasta el final de su carrera según: Ficha en BDFA y Ficha en Soccerway |          |       |